# غسان بن عباد
غسان بن عباد، یکی از حاکمان خراسان در مدتی از خلافت مأمون عباسی بود.
مأمون پس از به قتل رساندن علی بن موسی الرضا و نامه نگاری‌هایی که در این مورد با عباسیان و دیگر مردم بغداد انجام داد و عدم تمایل آنها به پذیرش مأمون از خراسان به سمت جرجان حرکت کرد و در آنجا رجاء ابن ابی ضحاک را که حاکم خراسان بود برکنار کرد و غسان بن عباده را به جای وی نشاند؛ و پس از چند مدت از ولایت او بر خراسان او را نیز برکنار کرد
در این باره احمد بن ابی خالد که سابقهٔ دوستی با طاهر بن حسین را داشت شروع به دگرگون کردن ذهن مأمون دربارهٔ توانایی‌های غسان بن عباده کرد و سرانجام موفق شد نظر او را دربارهٔ غسان تغییر دهد و پس از برکناری او، طاهربن حسین را برای ولایت خراسان پیشنهاد کرد که مورد قبول مأمون واقع شد و طاهر والی خراسان شد.
البته در این باره گفته می‌شود که احمد بن ابی خالد در ازای دریافت سه هزار دینار طلا از طاهر برای این امر راضی شده‌است.
همچنین یعقوبی در گزارش خود حکومت غسان در خراسان را حکومتی موفق می‌دانسته‌است اما خلاف این گزارشاتی به مأمون رسیده بود که یکی دیگر از دلایل برکناری غسان بود.
مأمون حملات ترکان و علی‌الخصوص خوارج را به خراسان نشانهٔ ضعف غسان دانسته و از آن جهت که نگرانی همیشگی به مسئله خوارج حساسیت زیادی نسبت به آن داشت و در نامه‌هایش به طاهر نیز بارها به این مورد اشاره کرده‌است، در انتها باعث برکناری غسان شد.
البته ضعف غسان در جایی که عبدالرحمان مطوعی همراه با مردم نیشابور لشگری برای مقابله با خوارج آماده کردند نیز مشخص می‌شود.
نکتهٔ دیگر در مورد او رابط نیکویش با خاندان سامانی است که به دستور مأمون صورت گرفته بود. به طوریکه او نوح ابن اسد را حاکم سمرقند، احمد ابن اسد را حاکم فرغانه و یحیی بن اسد را به حکومت چاچ و استروشنه گماشته بود.